# 高等学校学習指導要領
高等学校学習指導要領（こうとうがっこうがくしゅうしどうようりょう）とは、文部科学省が告示する高等学校における学習指導要領のことである。

## 高等学校学習要領の概要
高等学校学習要領は、高等学校や中等教育学校後期課程で実際に教えられる内容とその詳細について、学校教育法施行規則の規定を根拠に定めている。国立高等学校、公立高等学校、私立高等学校を問わずに適用されるが、実際の状況では、国公立高等学校に対する影響力が強い一方で、私立高等学校に対する影響力はそれほど強くない。
現行のものは、平成30年に告示され、平成34年度（実際には令和4年度）から学年進行で施行されたものである。
この他、幼稚園教育要領、特別支援学校幼稚部教育要領、小学校学習指導要領、中学校学習指導要領、特別支援学校小学部・中学部学習指導要領、特別支援学校高等部学習指導要領がある。